# Beschermde stads- en dorpsgezichten in Noord-Brabant

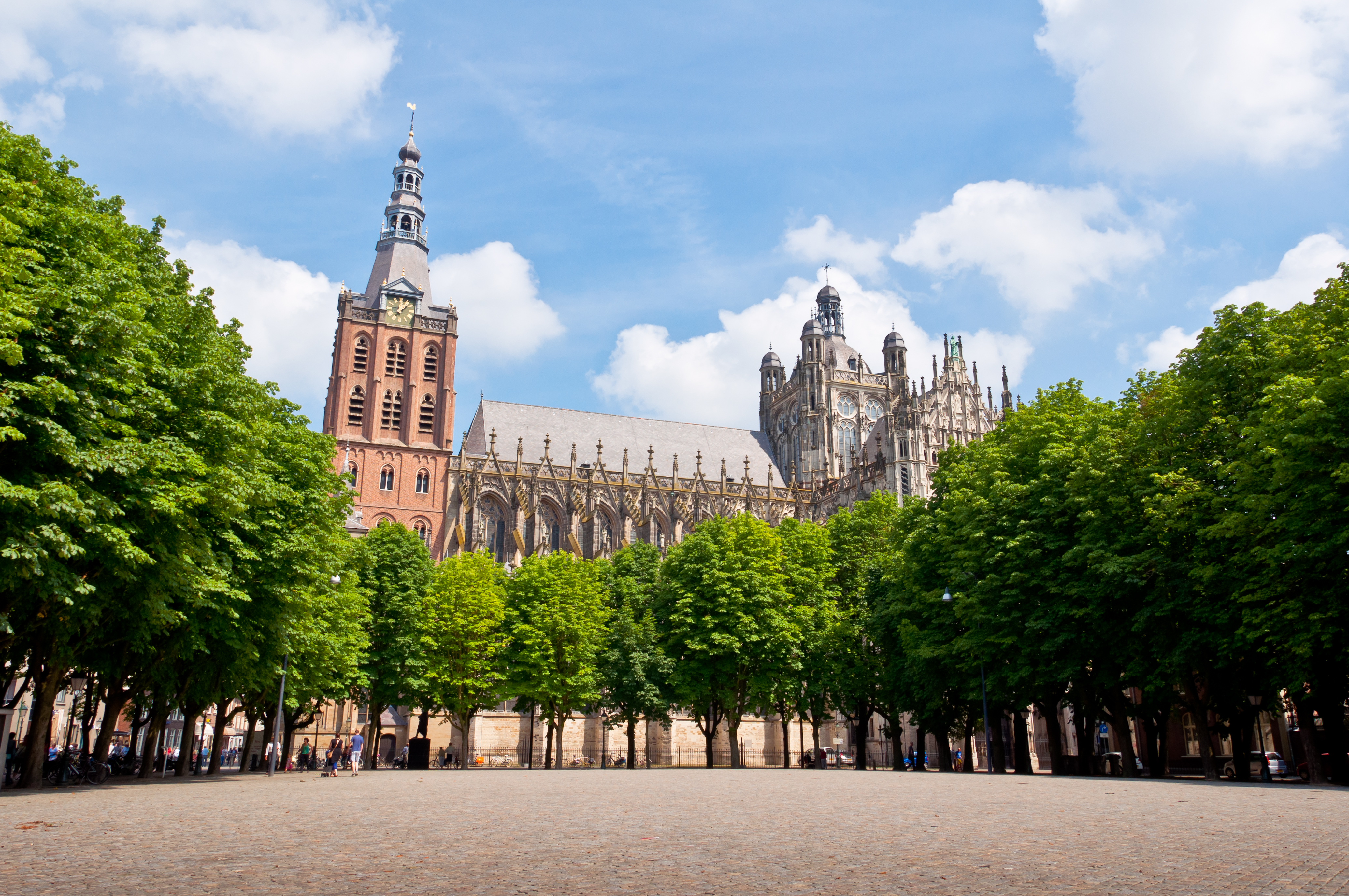
's-Hertogenbosch

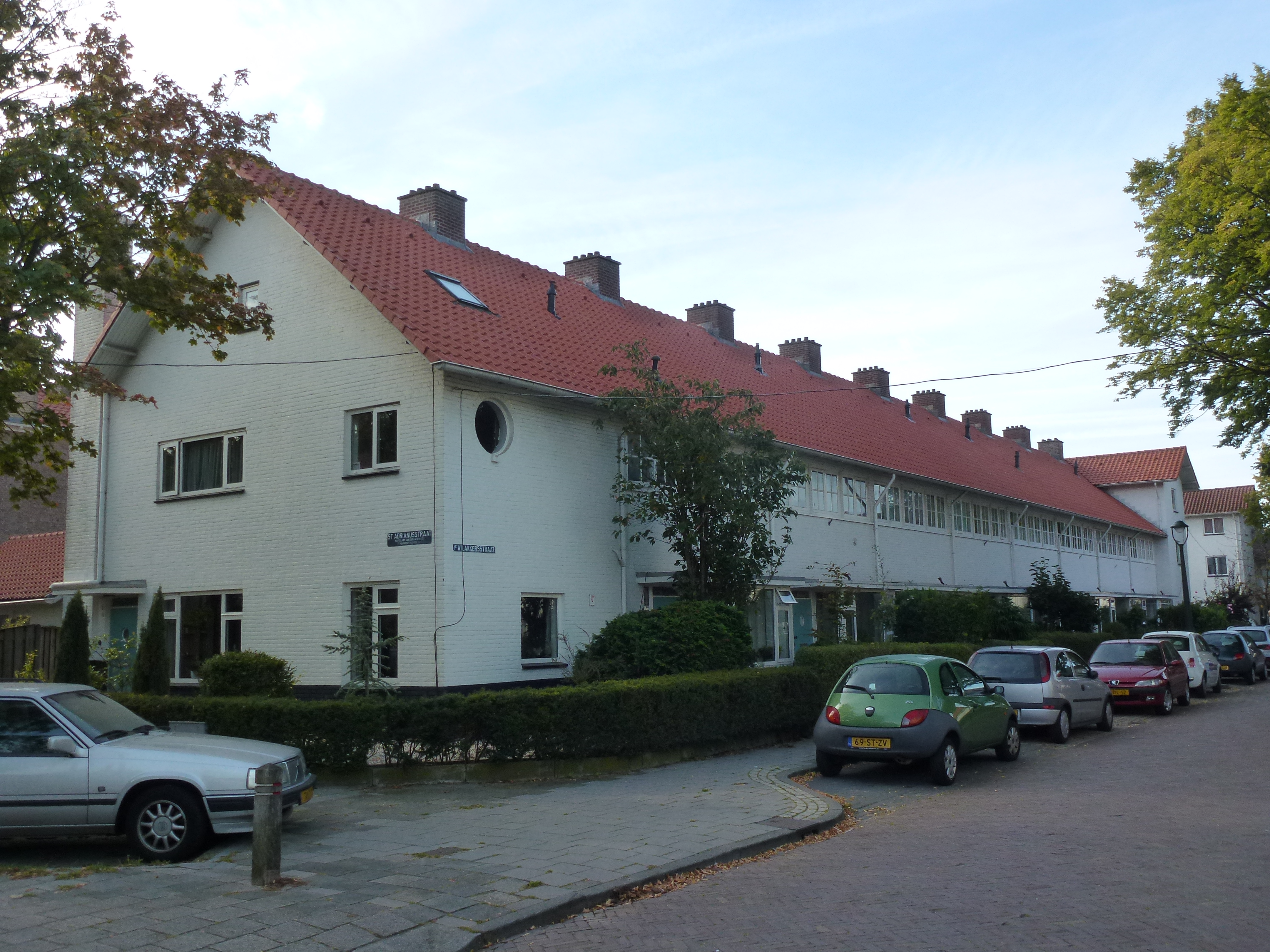
Eindhoven - Het Witte Dorp

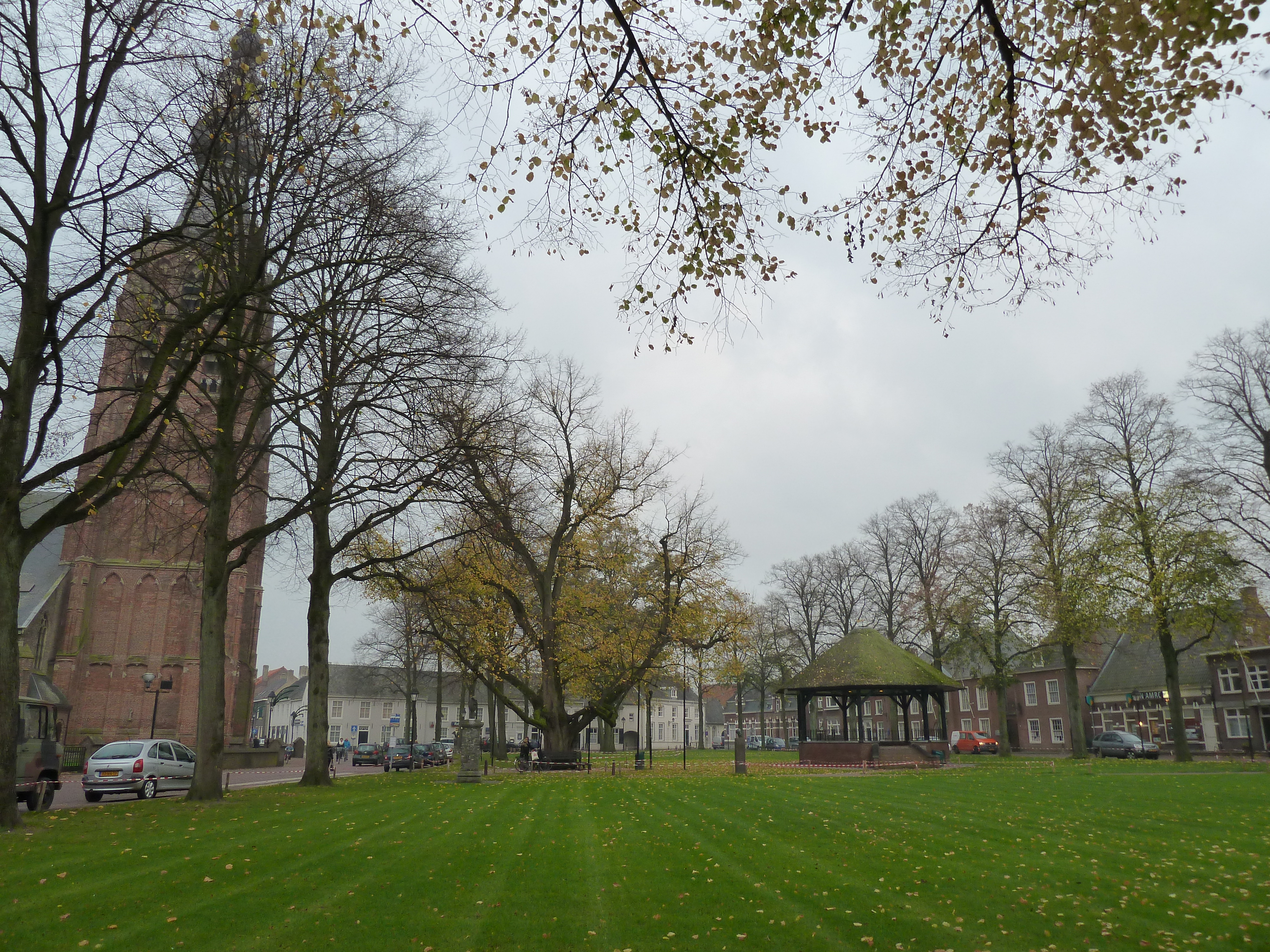
Hilvarenbeek

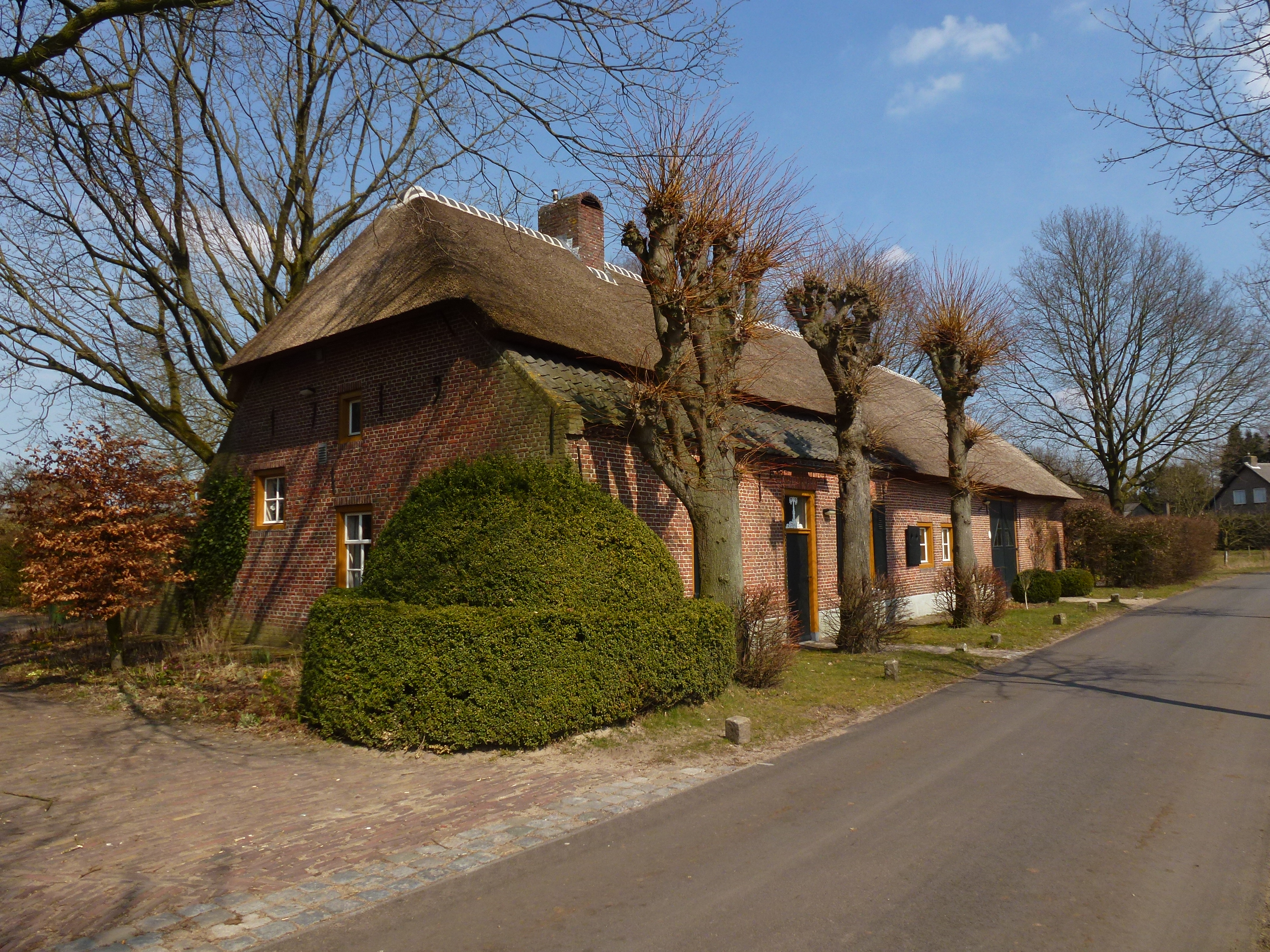
Loon (Waalre)

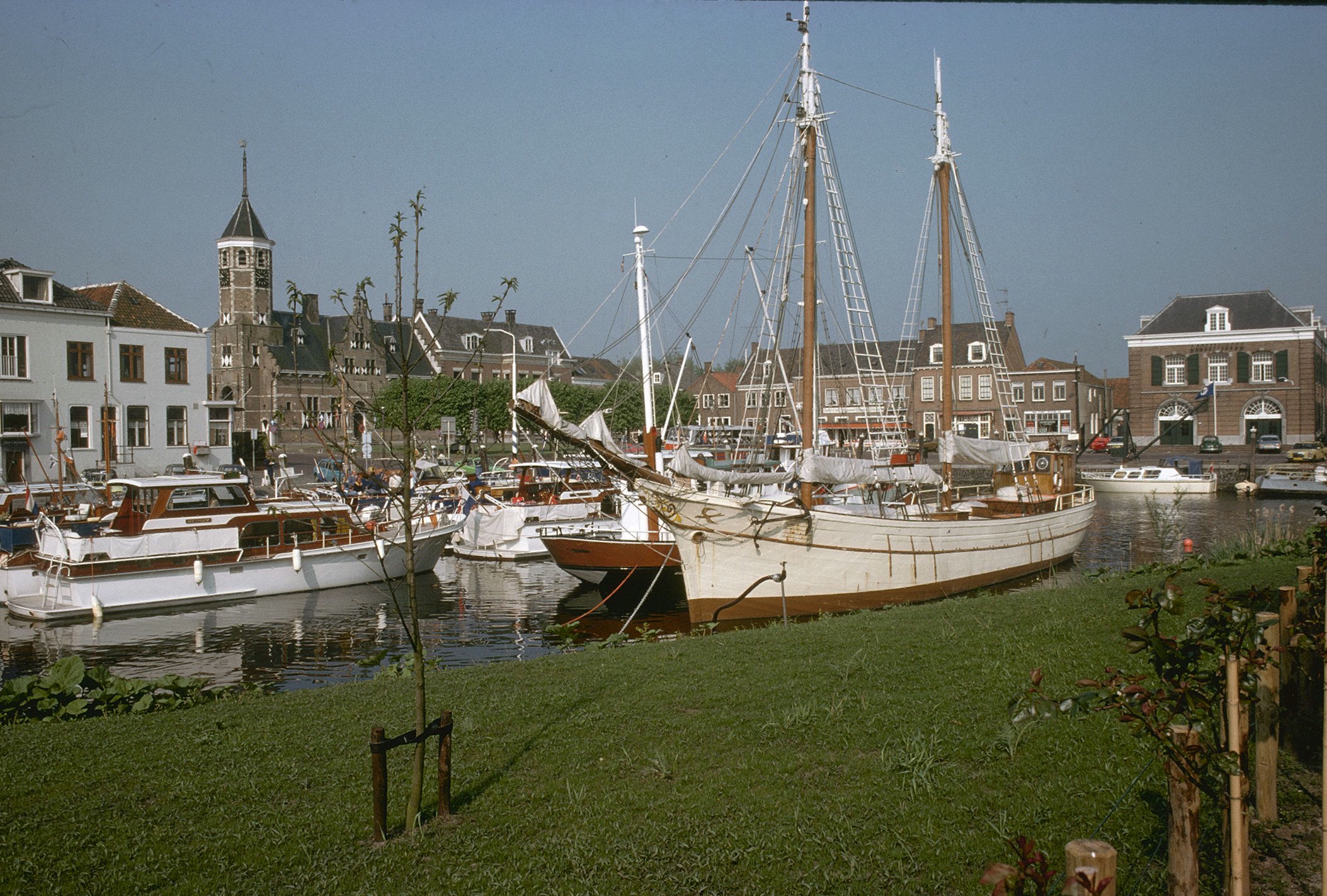
Willemstad

De Beschermde stads- en dorpsgezichten in Noord-Brabant zijn onder te verdelen in de Noord-Brabantse steden die beschermd stadsgezicht zijn, en de overige dorpen en plaatsen die beschermd dorpsgezicht zijn.

## Beschermd stadsgezicht
- Bergen op Zoom (met uitbreiding)
- Breda (met uitbreiding)
- Eindhoven - Het Witte Dorp
- Eindhoven - Philipsdorp
- Eindhoven - Villapark Den Elzent
- Eindhoven - Villapark Tongelre
- Geertruidenberg
- Grave
- 's-Hertogenbosch (met uitbreiding)
- 's-Hertogenbosch - De Muntel
- Heusden
- Megen
- Oisterwijk (met uitbreiding)
- Oosterhout
- Oosterhout - Heilige Driehoek
- Ravenstein
- Tilburg
- Tilburg - Wilhelminapark/Goirkestraat
- Willemstad
- Woudrichem

## Beschermd dorpsgezicht
- Best - Batadorp
- De Bollen
- Boomen
- 't Broek (Mierlo)
- Budel-Dorplein
- Drimmelen
- Eersel
- Ginneken
- Helenaveen
- Hilvarenbeek
- Hooge Zwaluwe
- Den Hout (Oosterhout)
- Lage Zwaluwe
- Liempde
- Loon (Waalre)
- Park-Nuenen
- Oirschot
- Riel